# 長崎市立手熊小学校
長崎市立手熊小学校（ながさきしりつ てぐましょうがっこう、Nagasaki City Teguma Elementary School）は、長崎県長崎市手熊町にある公立小学校。
2026年（令和8年）3月末に閉校し、長崎市立桜が丘小学校に統合される予定。

## 概要
歴史
1876年（明治9年）に開校した「福田村手熊小学校」を前身とする。2021年（令和3年）に創立145周年を迎えた。
学校教育目標
「自ら学び、心身ともにたくましく、創造性豊かに生きる児童の育成」
校歌
3番まであり、各番に校名の「手熊」が入っている。
校区
中学校区は長崎市立小江原中学校。

## 沿革
- 1876年（明治9年） - 福田村手熊郷・字下の山に2階建て家屋を校舎として「手熊小学校」が開校。
- 1886年（明治19年）7月 - 小学校令により「尋常手熊小学校」と改称。
- 1889年（明治22年）4月 - 町村制の施行により、福田村立の小学校となる。
- 1892年（明治25年）4月 - 「手熊尋常小学校」と改称。
- 1899年（明治32年）9月 - 手熊郷・字杉の下に新校舎が完成。
- 1908年（明治41年）4月 - 小学校令改正による義務教育延長（尋常科4年から6年に延長）に伴い、新たに5年生を設置し、4学級編成とする。
- 1909年（明治42年）4月 - 新たに6年生を設置。
- 1918年（大正7年）4月 - 高等科を併置し、「手熊尋常高等小学校」と改称。
- 1941年（昭和16年）4月1日 - 国民学校令により、「福田村手熊国民学校」と改称。尋常科を初等科に改称。
- 1947年（昭和22年）4月1日 - 学制改革（六・三制の実施）
  - 旧・手熊国民学校の初等科を改組し、「福田村立手熊小学校」とする。
  - 旧・手熊国民学校の高等科を改組し、福田村立手熊中学校（新制中学校）とし、小学校に併設。
- 1949年（昭和24年）9月1日 - 併設の手熊中学校が福田村立福田中学校[4]に統合され、併設を解消。
- 1955年（昭和30年）1月1日 - 福田村が長崎市に編入され、「長崎市立手熊小学校」（現校名）に改称。
- 1961年（昭和36年）4月1日 -  全12学級編成となる。
- 1963年（昭和38年）3月 - 手熊町1382番1号（現在地）に鉄筋コンクリート造3階建て校舎が完成。
- 1967年（昭和42年）
  - 3月 - 給食室が完成。
  - 4月 - 完全給食を開始。
- 1969年（昭和44年）3月 - 校旗を制定。
- 1975年（昭和50年）
  - 3月 - 体育館が完成。
  - 10月 - 創立100周年記念行事を実施。
- 1981年（昭和56年）11月 - プールが完成。
- 1983年（昭和58年）3月 - 小江町小浦地区が福田小学校区に変更となる。
- 1988年（昭和63年）8月 - 家庭科室が完成。
- 1992年（平成4年）1月 - 記念の森が完成。
- 1994年（平成6年）9月 - 校舎の大規模改修工事を実施。
- 1999年（平成11年）9月 - 図書室の大規模改修工事を実施。
- 2001年（平成13年）8月 - 校内LANを設置。
- 2002年（平成14年）
  - 4月 - 親子方式給食[5]に変更。調理校（親）は長崎市立小江原小学校。
  - 8月 - 理科室を2階に移し、理科室だった場所を調理室兼ランチルームに改修。
  - 10月 - ランチルームで全校児童そろっての給食が開始。
- 2003年（平成15年）3月 - 新校旗を制定。
- 2005年（平成17年）3月 - 学校広報誌「ともしび」が全国広報誌コンクールに入賞。
- 2006年（平成18年）3月 - 運動場に滑り台を設置。
- 2009年（平成21年）9月 - 下水道工事が完了。
- 2010年（平成22年）3月～12月 体育館および校舎の耐震化工事が完了。
- 2025年（令和7年）3月 - 閉校を1年後に控え、オリジナルキャラクター「ティベア」を作成[6]。
- 2026年（令和8年）3月31日 - 閉校（予定）。

## アクセス
最寄りのバス停
- 長崎バス「手熊小前」バス停

最寄りの国道・県道
- 長崎県道112号長崎式見港線

## 周辺
- 長崎市福田支所西部地区事務所
- 長崎市手熊地区公民館
- 柿泊団地公民館
- 手熊公民館
- 手熊簡易郵便局
- 稲佐警察署手熊警察官駐在所

## 関連事項
- 長崎県小学校一覧